# Бокс (фильм)
«Бокс» — немой короткометражный фильм Макса Складановского. Премьера состоялась в Германии в 1895 году (более точная дата — Германия, 1 ноября 1895 года), а 5 ноября 2009 года фильм был показан в рамках Португальского кинофестиваля.

## Сюжет
Грейнер и Юджин Сэндоу демонстрируют свои трюки.